# Waidhaus (Görlitz)
Das Waidhaus, auch Renthaus genannt, ist der älteste erhaltene Profanbau der Stadt Görlitz. Während seiner langen Geschichte diente es den verschiedensten Zwecken und wurde zahlreichen Umbauten unterzogen. Der bis heute gebräuchliche Name des Baus stammt aus der Ära, als das Haus als Stapelhaus für die Färberpflanze Waid genutzt wurde.

## Lage
Das Waidhaus erhebt sich am Plateau des Kirchbergs zwischen der Peterskirche im Norden und der Bebauung am Hainwald im Süden. Südlich des Baus verläuft das Predigergässchen hinauf zum Hainwald. Östlich des Waidhauses fällt der Kirchberg steil in Richtung Ufer der Lausitzer Neiße ab. Ein Fußweg führt von der Neiß- und Uferstraße hinauf auf dem Kirchberg. Westlich schließt sich der Platz Bei der Peterskirche an.

## Geschichte

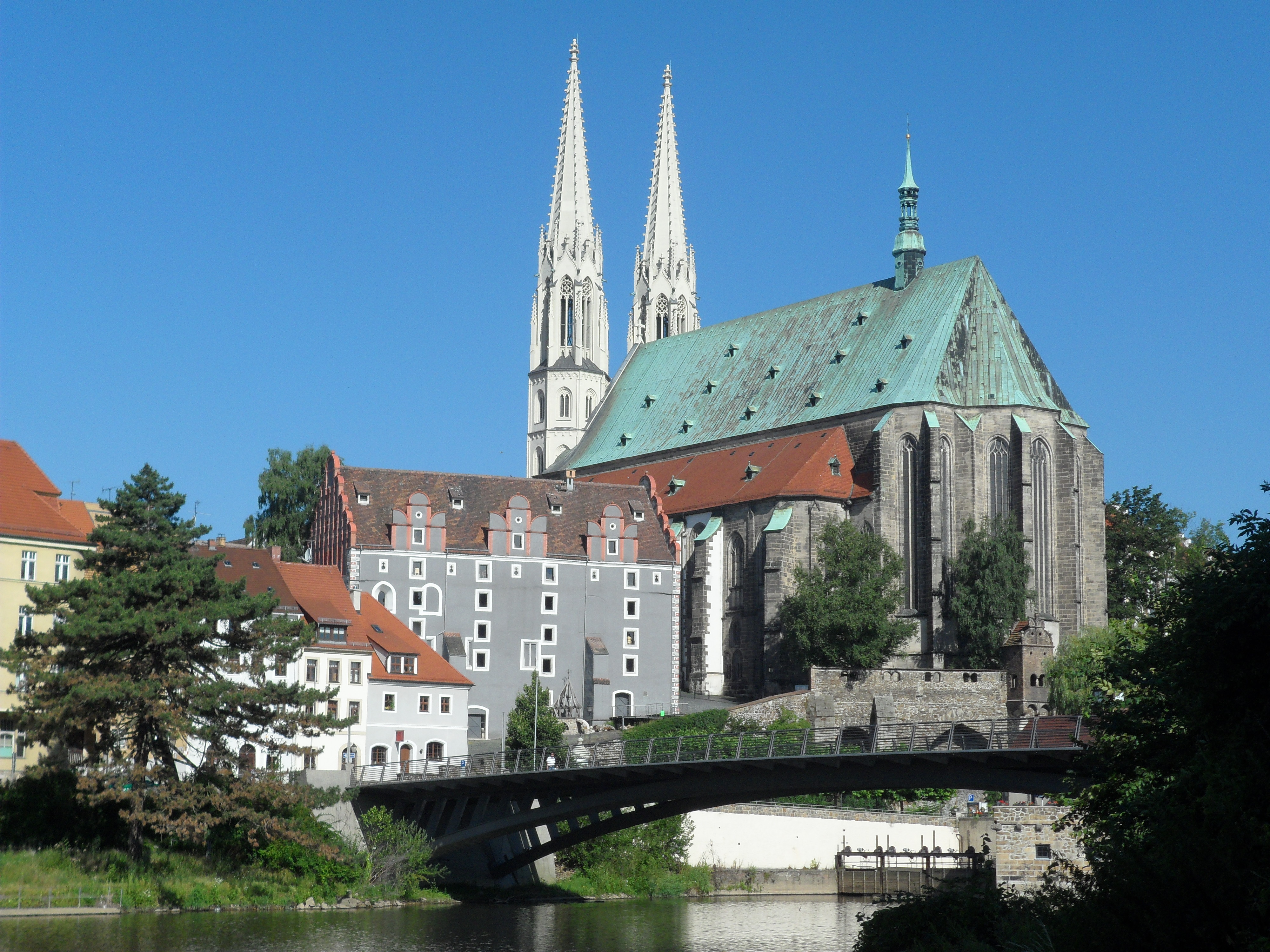
Blick von Osten auf das Waidhaus und die Pfarrkirche St. Peter und Paul

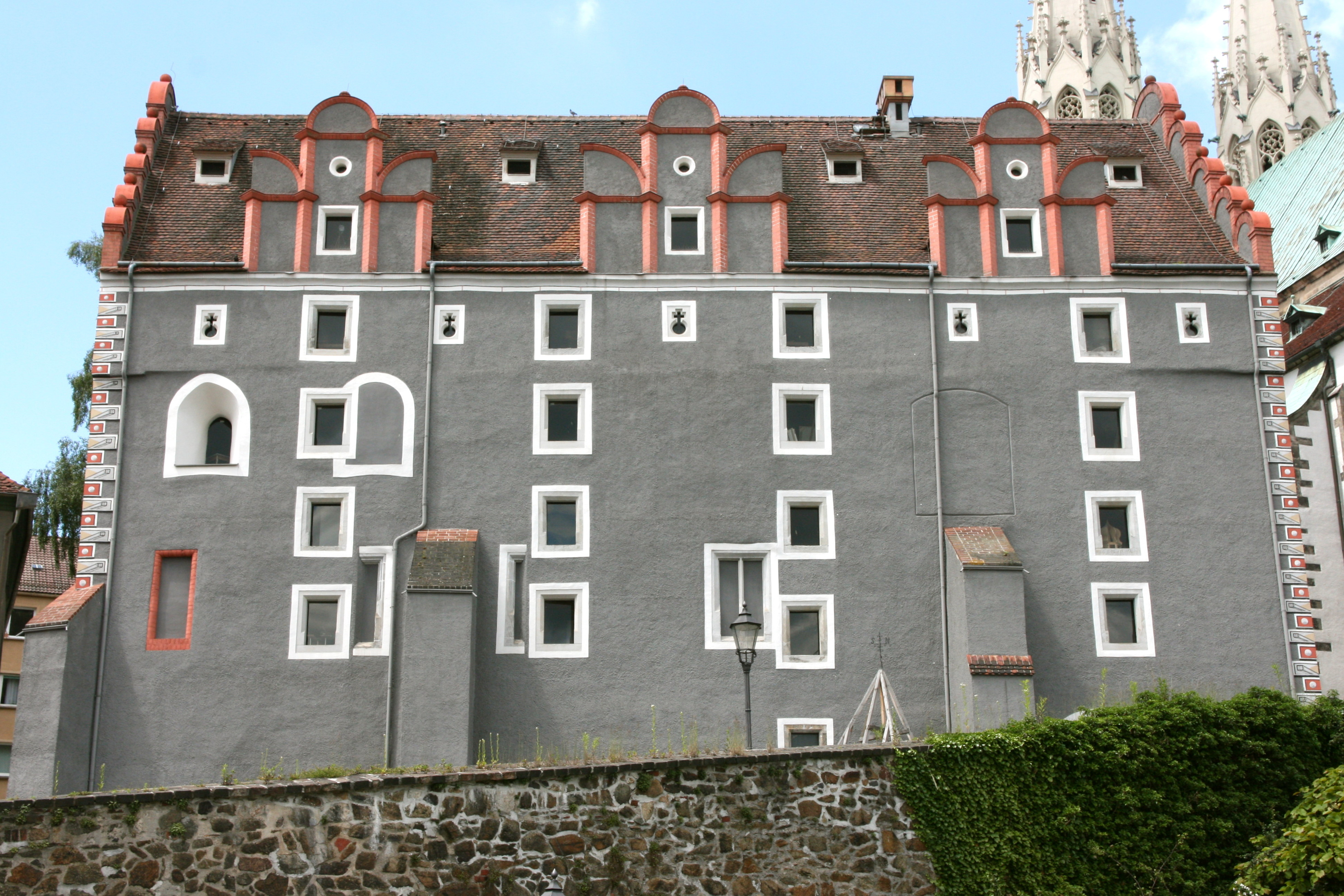
Der Neiße zugewandte Fassadenseite mit den drei Erkern

Bereits in der ersten Hälfte des 12. Jahrhunderts wurde auf dem Grundstück ein Freier Hof erwähnt, der als Wirtschaftshof für die Burg des Landesherren diente und wohl von böhmischen Dienstmannen bewirtschaftet wurde.
Ende des 14. Jahrhunderts wurde das Waidhaus als Brauhof genutzt. Anfang des 15. Jahrhunderts wechselte das Haus in kurzen Abschnitten mehrmals den Besitzer. Zu den bekanntesten Besitzern dürfte der Bürgermeister Bartholomäus Eberhard zählen, nach dem das Grundstück noch lange Zeit benannt wurde. Im Jahr 1425 erwarb dann schließlich die Stadt das Haus von dessen Erben. Damals hatte das Waidhaus noch einen geräumigen Turm – den Eberhards Turm –, der laut Ratsrechnungen während der Hussitennot 1426 abgerissen wurde. In den Hof zogen zwischen Ende April und Mitte Juni 1428 die Erfurter Hilfsmannschaft unter Tiezmann von Weberstedt. Auch dem böhmischen Adligen Johann von Michelsberg diente der Hof 1432 mehr als drei Monate als Unterkunft.
Von 1447 bis 1529 wurde das Waidhaus als Schulgebäude genutzt. 1530 wurde die Schule in die Krebsgasse 7 verlegt. Anschließend richtete man das Haus als Stapelhaus für die Färberpflanze Waid ein. Das Gebäude wurde wohl erst in dieser Zeit auf seine heutige Höhe gebracht. Auch größere Lagerräume wurden geschaffen. Bis zu dieser Zeit wurde das Waid in privaten Häusern gelagert und dort verkauft. 1529 wurde wohl auch die bereits ältere Inschrift „Nil actum credas, cum quid restabit agendum 1479“ am Nordgiebel eingemauert, die an ein schweres Feuer im Jahr 1479 erinnert.
Im Jahr 1479 brannte das Waidhaus durch einen Blitzschlag ab. An der Westfassade ist folgendes zu lesen: „In rebus humanis nihil praeclarius nihil praestantius quam de republica bene mereri 1529“. 1578 trug man die Zwerchhäuser auf der zur Neiße gewandten Seite ab und ebnete damit das Dach.
Dieser Zustand des östlichen Daches blieb Jahrhunderte erhalten, bis der Bau in den 1990er Jahren gemäß einem Holzschnitt aus dem Jahr 1565 restauriert wurde. Bereits 1936 wurden die Giebel nach dem gleichen Holzschnitt restauriert.
Den weiteren gebräuchlichen Namen Renthaus erhielt das Gebäude aus der Nutzung als Lagerhaus für die landvogteiliche Rente. Bis 1732 ließ der Landvogt hier sein Getreide aufschütten.
Seit der Gründung der Görlitzer Berufsfeuerwehr im Jahr 1897 war die Feuerwehr im Waidhaus untergebracht. Im Jahr 1907 zog sie in den Neubau zwischen Gobbin- und Krölstraße.
Bei Arbeiten am Gebäude im Jahr 1908 kamen in einem Raum im Innern etwa 50 mit Rötel aufgetragene Steinmetzzeichen zum Vorschein. Daraus schlussfolgerte man, dass das Waidhaus damals wahrscheinlich auch als Steinhütte für die Arbeiter an der Pfarrkirche St. Peter und Paul genutzt wurde.

## Heutige Nutzung
Nach der Sanierung von 1993 bis 1994 ist das Waidhaus ein Sitz der Denkmalakademie – einer Bildungsstätte der Deutschen Stiftung Denkmalschutz. Weiterhin befindet sich das Fortbildungszentrum für Handwerk und Denkmalpflege e. V. im Gebäude. Der Verein bietet zahlreiche Lehrgänge und Weiterbildungsmöglichkeiten für Restauratoren aus vielen Gewerken. Es wurde 1991 als erstes handwerkliches Denkmalzentrum in den östlichen Bundesländern gegründet. Bereits 2008 wurde das Görlitzer Denkmalzentrum neben drei weiteren Fortbildungszentren in Europa als beispielhaftes Bildungszentrum für die Qualifizierung von Handwerkern zur Erhaltung des europäischen Bauerbes hervorgehoben.